# Aéroport de Molde, Årø
L'aéroport de Molde (NO: Molde lufthavn, Årø) est un aéroport international situé dans la commune de Molde.
L'aéroport a été ouvert en 1972.

## Statistiques
Pour des raisons techniques, il est temporairement impossible d'afficher le graphique qui aurait dû être présenté ici.

Voir la requête brute et les sources sur Wikidata.

## Compagnies aériennes et destinations
| Compagnies            | Destinations                                                 |
| --------------------- | ------------------------------------------------------------ |
| Norwegian Air Shuttle | Oslo-Gardermoen                                              |
| Scandinavian Airlines | Oslo-Gardermoen En saison charter: La Canée I.-Daskaloyánnis |
| Sunclass Airlines     | En saison charter: Las Palmas/Gran Canaria, Rhodes-Diagoras  |
| Widerøe               | Bergen                                                       |

Actualisé le 25/02/2023